# Ferdinand Ludwig
Ferdinand Ludwig (Voiron, 22 de julio de 2000) es un deportista francés que compite en remo. Ganó dos medallas en el Campeonato Europeo de Remo, en los años 2019 y 2021.

## Palmarés internacional
| Campeonato Europeo | Campeonato Europeo | Campeonato Europeo | Campeonato Europeo  |
| Año                | Lugar              | Medalla            | Prueba              |
| ------------------ | ------------------ | ------------------ | ------------------- |
| 2019               | Lucerna (Suiza)    | Medalla de bronce  | Cuatro scull ligero |
| 2021               | Varese (Italia)    | Medalla de plata   | Cuatro scull ligero |